# ユワス
ユワス（モンゴル語: Yuwas、? - 1306年）とは、13世紀末から14世紀初頭にかけてモンゴル帝国（大元ウルス）に仕えたアス人将軍の一人。『元史』などの漢文史料では玉哇失(yùwāshī)と記される。

## 概要
ユワスの父のエレク・バートルは元来カフカース山脈北麓に住まうオセット人の一人で、モンケ（後の第4代カアン）によるカフカース征服時に「国主」のハンクスに従ってモンゴル帝国に帰順した。モンゴル高原に移住したエレク・バートルはオゴデイ・カアンの命によってケシクテイ（宿営）に入ったが、同時期に「国主」ハンクスの子のアダチも宿営に入っており、エレク・バートルはアダチのノコル（側近）として抜擢されたのではないかとみられる。その後もエレク・バートルはアダチと基本的に行動を共にし、モンケ・カアンの南宋領四川親征、帝位継承戦争におけるアリクブケ討伐、李璮の乱鎮圧などに従軍した。四川侵攻時には游兵として重慶方面まで進出し、現地で野生の虎に遭遇した際には馬から下りて虎を組み討ちにし、口に手を入れて舌を抜いた上で佩刀でこれを仕留めたという逸話が残されている。李璮の乱鎮圧後はそれまでの功績により「本軍千戸」とされ、今度は南宋への侵攻に加わった。しかし、襄陽の陥落後、長江沿岸諸城を降す中で南宋の将軍洪福が一度偽って投降することでエレク・バートルを酒宴に誘い、エレク・バートルが酔った隙を突いてこれを殺してしまった。また、その息子イェスデルも間もなくして揚州攻めの最中流れ矢に当たって戦死してしまった。
エレク・バートルのもう一人の息子でイェスデルの弟がユワスで、ユワスは父と兄が相継いで亡くなると父の地位を継承して「アス（阿速）軍千戸」となった。父の立場を受け継いで南宋平定にも加わり、戦後には巣県の2052戸を与えられている。至元13年（1276年）に中央アジアで「シリギの乱」が勃発すると、大都にも近い応昌ではこれに呼応してコンギラト部のジルワダイが叛乱を起こし、叛乱鎮圧のため出陣したユワスはジルワダイの将のシラチャルを捕虜とする功績を挙げた。
その後、カラコルムの諸王とシラが叛乱を起こしたので、ユワスは北安王ノムガンに従ってこれを討った。追撃の最中オルホン川に至ると、舟がなかったため馬に乗ったままこれ渡り、敵軍の多くを捕虜とした。また、この時の戦いで北安王ノムガンは敵軍の捕虜となってしまったことがあったが、ユワスは諸王ヨブクルとともにこれを追ってアルタイ山脈を越えてノムガンを奪還し、この功績によりユワスは白金50両・鈔2500貫を与えられて定遠大将軍・前衛親軍都指揮使に進んだ。なお、『元史』の玉哇失伝はこの事件の年次を記していないためどの時点で起こった事件かについては諸説あるが、村岡倫は至元21年に起こった事件ではないかと推測している。
至元24年（1287年）、ナヤンの乱が勃発すると、ユワスはクビライが直々に指揮する親征軍の前鋒を務め、「ブルグトゥ・ボルダク（不里古都伯塔哈）」の地にて10万と号するナヤン軍と激突した。ユワスは敗走したナヤン軍を追うことでシラムレンに至り、そこでナヤンを捕虜とした。その後もタブタイ・金家奴率いるナヤン軍残党を追撃し、グイレル河の戦いでこれを討った。
至元29年（1292年）、キプチャク軍団長のトトガクとともにアルタイ山脈（金山）に進出しカイドゥ配下の3千戸を捕虜とする功績を挙げ、続いてキルギス地方(現在のトゥヴァ共和国)に侵攻するよう命じられた。以後、至元30年（1293年）から大徳元年（1297年）にかけて、ユワスやトトガクら大元ウルス軍はカイドゥ軍とイビル・シビル地方（オビ川流域一帯、現在の西シベリア平原）において数年にわたって戦闘を繰り広げることとなる（イビル・シビルの戦い）。
当初、ユワスはモンゴル高原駐屯軍を指揮する皇太子テムルの指揮下に入ったが、クビライの死後テムルがオルジェイトゥ・カアンとして即位すると、代わりに派遣されてきたココチュの指揮下に入った。更に、カイドゥの下からドゥルダカ、ヨブクルらが亡命してくると、彼等と協力してカイドゥ・ウルス軍と戦うこととなった。ユワスらは大徳元年（1297年）よりアルタイ山脈を越えてカイドゥ配下の「バアリン部の地(八隣之地)」を攻め、アルイ・シラス（Alui Siras）の地に進出した。ユワス軍はグユク家のトクメ率いる3万の軍団とシラス河で、それぞれ相対したユワスはシラス河でグユク家のトクメ率いる3万の軍団と相対したが、射撃を得意とする兵300を選抜して隘路を守り、矢の斉射によってトクメ軍を遂に撤退に追い込んだという。一連の戦闘の功績により、ユワスは鈔1万5千緡・金織段30匹を下賜されている。
その後、カイシャン（後の武宗クルク・カアン）の指揮下にあってカイドゥとの戦いにも活躍した（テケリクの戦い）。
ユワスは大徳10年（1306年）5月に亡くなり、死後は息子のイキレテイ（亦乞里歹）、更にその息子のバイジュ（拝住）が地位を継承していった。